# Kashihara-jingū

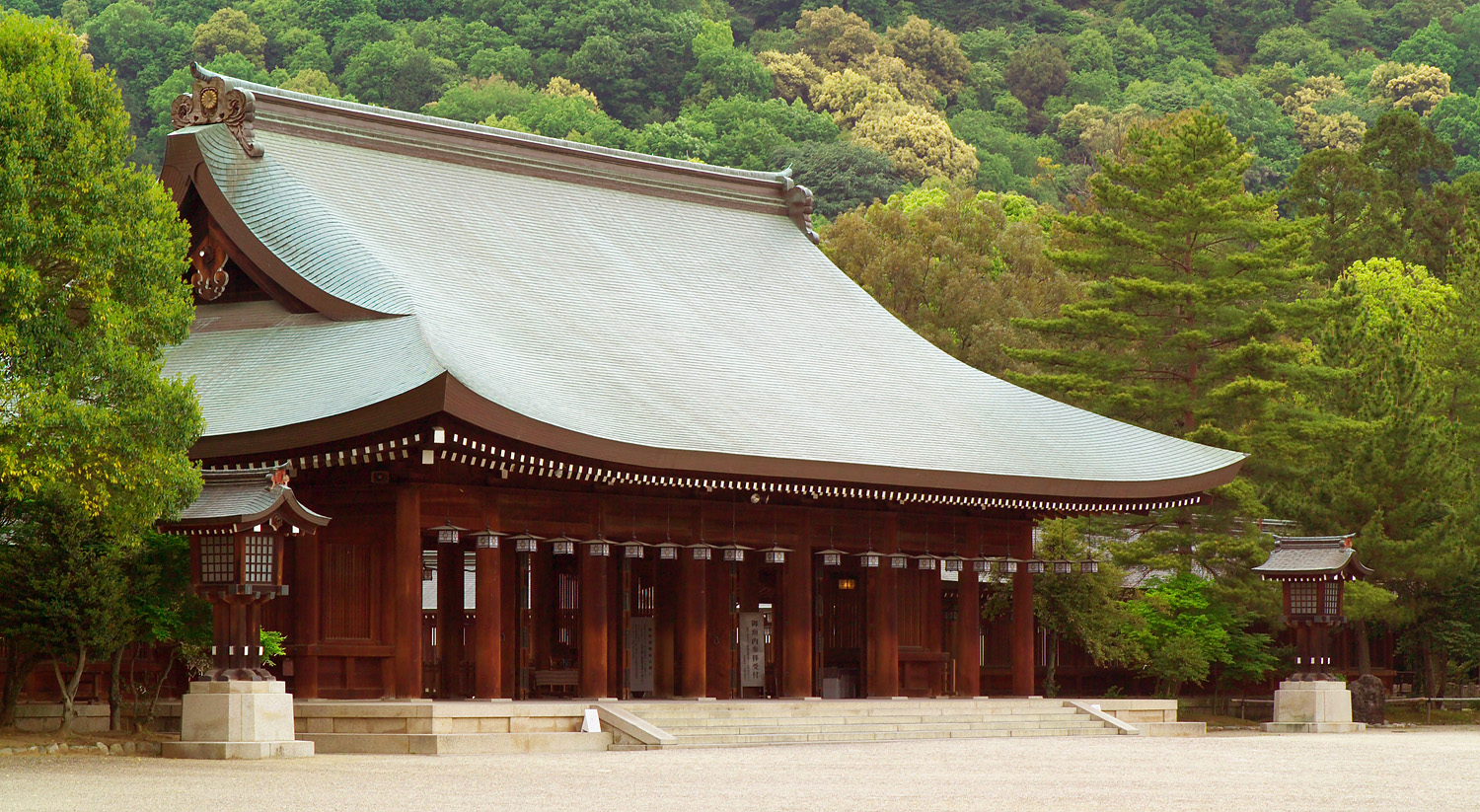
haiden des Kashihara-jingū

Der Kashihara-jingū (jap. 橿原神宮) ist ein Shintō-Schrein südöstlich am Fuße des Berges Unebiyama in der Stadt Kashihara (Präfektur Nara, Japan). Er wurde 1889/1890 vom Meiji-tennō errichtet. Als Kami werden hier Jimmu-tennō mit seiner Gemahlin, I-suzu-hime, verehrt. Er gehört zu den Chokusaisha. Der Schrein befindet sich an der angeblichen Stelle des (Unebi) Kashiwara no Miya ((畝傍)橿原宮), des Regierungspalastes des Jimmu-tennō.
Der Kashihara-jingū ist der erste von der Regierung gebaute Schrein zur Verehrung von Jimmu-tennō. Anlass dafür war die Identifikation der angeblichen Überreste von Jimmu in seiner Gruft im Jahr 1863. Wallfahrten zu diesem Grabhügel (misasagi)  fanden bereits lange vor dem 19. Jahrhundert statt, waren aber nicht von den staatlichen oder religiösen Autoritäten anerkannt gewesen. 
Das Schreingelände nimmt 500.000 m² ein. Auf ihm befinden sich zwei haiden, auf denen die chigi (千木, dt. „Kreuzgabeln“) und katsuogi (堅魚木, dt. „Querbalken“) liegen (für gewöhnlich befinden sich diese auf dem honden eines Schreins).
Mehrere Gebäude des Schreins sind einstmalige Bauwerke aus dem alten Kaiserpalast von Kyōto: der honden (im Palast die kashiko-dokoro) und die kagura-den (im Palast die shinka-den).
Am 11. Februar wird das Kigen-setsu gefeiert, da dies der Jahrestag der Thronbesteigung von Jimmu-tennō gewesen sein soll. Er gehört als Reichsgründungstag zu den Feiertagen. 
Am 3. April wohnt ein kaiserlicher Bote (chokushi) Totenriten für Jimmu-tennō (Jimmu-tennō-sai) an seinem Todestag bei.